# معادلة مينسر

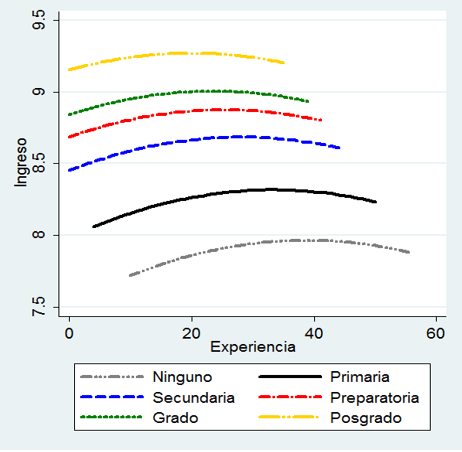

معادلة مينسر أو معادلة مينسر للمداخيل هي نموذج اقتصادي قياسي بمعادلة وحيدة، يمكن من وصف وتفسير مدخول الفرد بدلالة المستوى الدراسي والخبرة المهنية. سميت المعادلة باسم الاقتصادي الأمريكي البولندي جاكوب مينسر، واضع أسس علم اقتصاديات العمل المعاصر.
أثبت النموذج قوته الوصفية منذ الستينات، عبر تطبيقه على بيانات إحصائية متعددة، وخصوصا على مستوى فهم التحكيم الذاتي الذي يقوم به الفاعل الاقتصادي حول الاستمرار في الدراسة أو ولوج سوق العمل. يعبر على النموذج بالمعادلة التالية:
{\displaystyle \ln y=\ln y_{0}+rS+\beta _{1}X+\beta _{2}X^{2}+\epsilon }
حيث:
{\displaystyle y} = مدخول الفرد
{\displaystyle y_{0}} = مدخول مرجعي لفرد دون مستوى دراسي ولا يمتلك سنوات تجربة مهنية
{\displaystyle S} = عدد سنوات الدراسة
{\displaystyle X} = عدد سنوات التجربة المهنية
{\displaystyle \epsilon } = متغير عشوائي يصف الظواهر الكامنة، والغير المدركة، المؤثرة على مستوى المدخول.